# جومونگ
امپراتور چومو معروف به پادشاه کماندار (کره‌ای: 추모; هانجا: 鄒牟)، با نام پسامرگ چوموی نیرومند (کره‌ای: 추모성왕; هانجا: 鄒牟聖王)؛ (۵۸ پ. م – ۱۹ پ. م) بنیان‌گذار امپراتوری قدرتمند گوگوریو در سال ۳۷ پیش از میلاد بود. مردم گوگوریو و گوریو او را به عنوان یک خدا–پادشاه پرستش می‌کردند. چومو در آغاز واژه‌ای عامیانه در بویو بود که در وصف کمانداران چیره‌دست به کار می‌رفت و بعدها برای توصیف پادشاه جومونگ به کار رفت. در نوشته‌های چینی گوناگون به جا مانده از آن دوره از جمله کتاب‌های تاریخی نوشته شده در دورهٔ چی شمالی و تانگ از وی بیشتر با نام جومونگ (کره‌ای: 주몽; هانجا: 朱蒙) یاد شده است. این نام همچنین در نوشته‌های بعدی از جمله سامگوک ساگی و سامگوک یوسا هم به کار برده شده است. دیر زمانی پیش از گردآوری سامگوک ساگی (۱۱۴۵)، فرنام چومو به دونگمیونگ نیرومند (کره‌ای: 동명성왕; هانجا: 東明聖王) تغییر کرد. در سنگ یادبود گوانگ‌گه‌تو بزرگ از او با نام «چومو وانگ» به معنای پادشاه چومو یاد شده است. نام‌های دیگر او عبارتند از چومونگ (کره‌ای: 추몽; هانجا: 鄒蒙)، جونگمو (کره‌ای: 중모; هانجا: 中牟)، ناکامو. یا تومو. در سامگوک ساگی از وی با نام خانوادگی گو (کره‌ای: 고; هانجا: 高) به نام جومونگ، جونگهه (کره‌ای: 중해; هانجا: 衆解) یا سانگهه. (کره‌ای: 상해; هانجا: 象解) یاد شده است. وی در ۳۹ سالگی درگذشت.
گوگوریو در میان سه پادشاهی کره، قدرتمندترین و شمالی‌ترین آن‌ها شمرده می‌شد. و بخش‌هایی از منچوری و کره شمالی امروزی را در بر می‌گرفت.)

## زندگی‌نامه

### ترک دانگ بویو
سرانجام به خاطر حسادت پسران گوموا و تحقق آرزوی هه‌موسو که نجات پناهندگان جوسان قدیم (گوجوسان) بود، مجبور به ترک دانگ بویو شد.
هنگامی که جومونگ به رودخانه رسید، از قبل برای خود و همراهانش قایق‌هایی آماده کرده بود و با آنها به آن طرف رودخانه رفتند. در همین هنگام تسو (ولیعهد دونگ بویو) نیز در تعقیب جومونگ بود که به محض رسیدن به لب رودخانه متوقف شد، زیرا قایقی برای رفتن نمانده بود. (بر طبق افسانه‌ای، وقتی جومونگ هنگام فرار با اسبش به رودخانه‌ای خروشان رسید، لاک‌پشتها و جانوران آبزی بر سطح آب آمده و برای عبورش، پلی ایجاد کردند.

### نخستین پادشاه گوگوریو
در سال ۳۴ پیش از میلاد، ساخت جولبون سونگ، پایتخت گوگوریو، همراه با کاخ پادشاهی به پایان رسید. چهار سال بعد و در سال ۲۸ پیش از میلاد، جومونگ فرمانده بو یوم را برای تسخیر اوکجو فرستاد.
در سال ۱۹ پیش از میلاد، نخستین همسر جومونگ، یه‌سویا همراه پسرش یوری، بویوی شرقی را ترک کردند و به گوگوریو آمدند. یه‌سویا، شهبانو شد و سوسونو، گوگوریو را به همراه دو پسرش و شماری از مردم ترک کرد و آنها را به سمت جنوب شبه جزیرهٔ کره، مکانی که امروزه کره جنوبی نامیده می‌شود رهبری کرد. جومونگ نخستین پسرش یوری را جانشین تاج و تخت گوگوریو قرار داد.

### مرگ و جانشینی
جومونگ در سال ۱۹ پیش از میلاد، در ۳۹ سالگی درگذشت. دربارهٔ مرگ او گمانه‌های بسیاری وجود دارد که از برجسته‌ترین آن‌ها می‌توان به عفونت دست چپ او از برای زخم شمشیر زهرآگین در جنگ با امپراتوری هان اشاره کرد. شاهزاده یوری که جانشین نیز بود، پدرش را در یک گور سه‌کنج به نام آرامگاه پادشاه دونگ‌میونگ به خاک سپرد و پس از مرگ به او فرنام چومو سونگ وانگ را اهدا نمود.

## میراث
فرمانروایی‌ای که جومونگ بنیان گذاشت، سرانجام گسترش یافت و پس از مدتی به یک امپراتوری بزرگ و نیرومند در منطقه تبدیل شد. گوگوریو برای بیش از هفت سده پابرجا ماند و در این مدت بیست و هشت پادشاه از خاندان گو بر آن فرمان راندند تا این‌که در سال ۶۶۸ میلادی با حملهٔ نیروهای متحد تانگ و شیلا سرانجام از هم فروپاشید و نابود شد.

### سریال مرتبط
در سال‌های ۲۰۰۷–۲۰۰۶، شبکهٔ تلویزیونی ام‌بی‌سی کرهٔ جنوبی، درام تاریخی ۸۱ قسمتی افسانه جومونگ را در همین رابطه تولید و پخش کرد.
با بازی لی دئوک-هوا در سریال تلویزیونی پادشاه افسانه که از شبکه کی بی اس 1 در سال‌های ۲۰۱۰-۲۰۱۱ پخش شد.
نقش او را جو جانگ هو در سریال تلویزیونی «وقایع‌نگاری کره» محصول ۲۰۱۷ شبکه کی‌بی‌اس بازی کرد.